# Placette Montéhus
La placette Montéhus est une voie située dans le 18e arrondissement de Paris, en France.

## Origine du nom

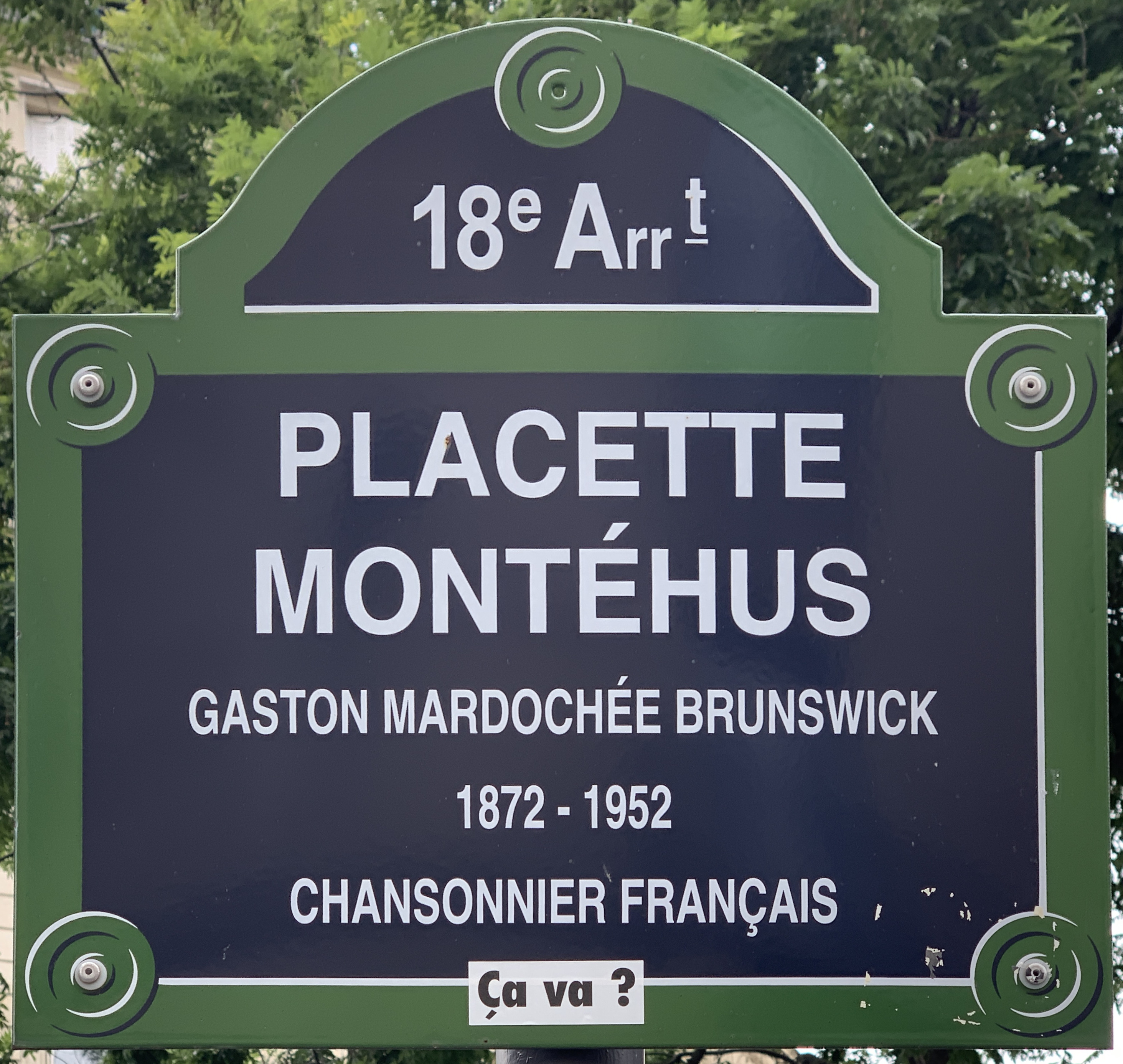
Plaque de la place.